# Stephanocyathus weberianus
Stephanocyathus weberianus är en korallart som först beskrevs av Alcock 1902.  Stephanocyathus weberianus ingår i släktet Stephanocyathus och familjen Caryophylliidae. Inga underarter finns listade i Catalogue of Life.